# Portrait de John Burgoyne
Le portrait de John Burgoyne est un portrait réalisé en 1766 par l'artiste anglais Joshua Reynolds. Il représente le général, homme politique et dramaturge britannique John Burgoyne, surtout connu pour son service ultérieur dans la guerre d'indépendance américaine. Le tableau est conservé dans la Frick Collection à New York, qui l'a acquis en 1943,.

## Modèle
Burgoyne s'était distingué pendant la guerre de Sept Ans en résistant à l'invasion espagnole du Portugal en 1762. Depuis 1761, il était député de Midhurst et en 1768, il remporta une élection très disputée à Preston, un siège qu'il occupa jusqu'à la fin de sa vie.
Burgoyne deviendra plus tard célèbre pour avoir écrit deux pièces, The Maid of the Oaks (1774) et The Heiress (1786), mises en scène dans le West End de Londres. En 1777, il dirigea une armée britannique au sud du Canada pour capturer Albany dans l'État de New York, mais des ordres mal reçus signifièrent qu'il fut isolé à la bataille de Saratoga et forcé de se rendre à Horatio Gates, un ancien officier britannique servant maintenant dans l'armée continentale. Burgoyne fut ensuite libéré sur parole et autorisé à rentrer chez lui pour défendre sa conduite.

## Description
Reynolds était un portraitiste britannique reconnu lorsqu'il a représenté Burgoyne. Il fut ensuite l'un des fondateurs de la Royal Academy of Arts en 1768 et en fut le premier président jusqu'en 1792. Reynolds montre Burgoyne en tenue militaire avec une épée, portant porte l'uniforme des Sixteenth Light Dragoons, une branche de la cavalerie légère. Le portrait a été commandé par son ancien commandant au Portugal, Guillaume, comte de Schaumbourg-Lippe. Sa silhouette se détache sur un horizon bas et un ciel orageux, un trait commun de l'art romantique. En arrière-plan, en bas à gauche, une bataille fait rage.